# 普林斯頓 (阿肯色州)
普林斯頓（英語：Princeton）是位於美國阿肯色州達拉斯縣的一個非建制地區。該地的面積和人口皆未知。

## 地理
普林斯頓的座標為33°58′54″N 92°37′29″W / 33.98167°N 92.62472°W，而該地的平均海拔高度為84米（即276英尺）。